# Bentracimab
Il bentracimab è un anticorpo monoclonale attualmente non disponibile in commercio. È stato fatto oggetto di sperimentazioni cliniche giunte alle fasi I e II; in esse l'anticorpo ha dimostrato di funzionare come antagonista del farmaco anticoagulante ticagrelor, il quale agisce come inibitore del P2Y12 ed è venduto con il nome di Brilinta.
Il bentracimab è inoltre in fase di studio per l'uso in casi di emorragie gravi e pericolose per la vita nei pazienti trattati con ticagrelor.